# سیمکا پروفیشینال
سیمکا پروفیشینال (Simca Profissional) خودرویی است که در سال‌های ۱۹۶۵ تا ۱۹۶۶تولید شده‌است.
این خودرو در کلاس خودرو سایز بزرگ قرار گرفته، طراحی آن خودروهای موتور جلو-محور عقب بوده طول آن در حالت طبیعی ۴٬۵۲۰ میلیمتر (۱۷۸٫۰ اینچ)، عرض آن در حالت طبیعی ۱٬۷۵۰ میلیمتر (۶۸٫۹ اینچ) و ارتفاع آن در حالت طبیعی ۱٬۴۸۰ میلیمتر (۵۸٫۳ اینچ) و وزن آن در حالت طبیعی ۱٬۱۵۰ کیلوگرم (۲٬۵۳۵ پوند) است. سیستم جعبه‌دندهٔ آن ۳ دنده به صورت دستی است.